# Jules Ezechiel Rémy
Jules Ezechiel Rémy (* 1826 – 1893) foi um naturalista, explorador e botânico francês. 